# 高遠球 (羽球)
高遠球，又稱作長球，是羽毛球比賽中的一種戰術和技術，旨在將羽毛球高高地擊出遠離對手的範圍。這一技術要求運動員掌握準確的揮拍動作、力度和節奏，以確保羽毛球以一種高而遠的方式飛越場地。

## 技術要點

### 揮拍動作
高遠球的成功取決於運動員的揮拍動作。揮拍時，選手需要保持良好的平衡和姿勢，同時用適當的力度和技巧擊打羽毛球。正確的揮拍動作可確保羽毛球獲得足夠的高度和速度。

### 力度掌握
精確掌握力度是高遠球的關鍵。運動員需要根據對手的位置和場地狀況，調整揮拍的力度，以確保羽毛球飛越場地最遠的部分，使對手難以反擊。

### 節奏感
在高遠球的執行中，運動員需要具備出色的節奏感。這涉及到揮拍的時機選擇，以及在比賽中調整節奏，使對手難以適應和反應。

## 戰術運用
高遠球通常作為一種防守策略，用於將對手遠離場地中心，減少他們的進攻機會。同時，這一技術也可作為一種出其不意的攻擊手段，通過遠距離的擊打使對手難以做出有效反應。

## 專業比賽中的應用
高遠球在羽毛球比賽中廣泛應用，尤其在單打比賽中更為常見。頂級選手通過高超的技術和戰術運用，使高遠球成為比賽中的制勝法寶。